# Harold Ford senior

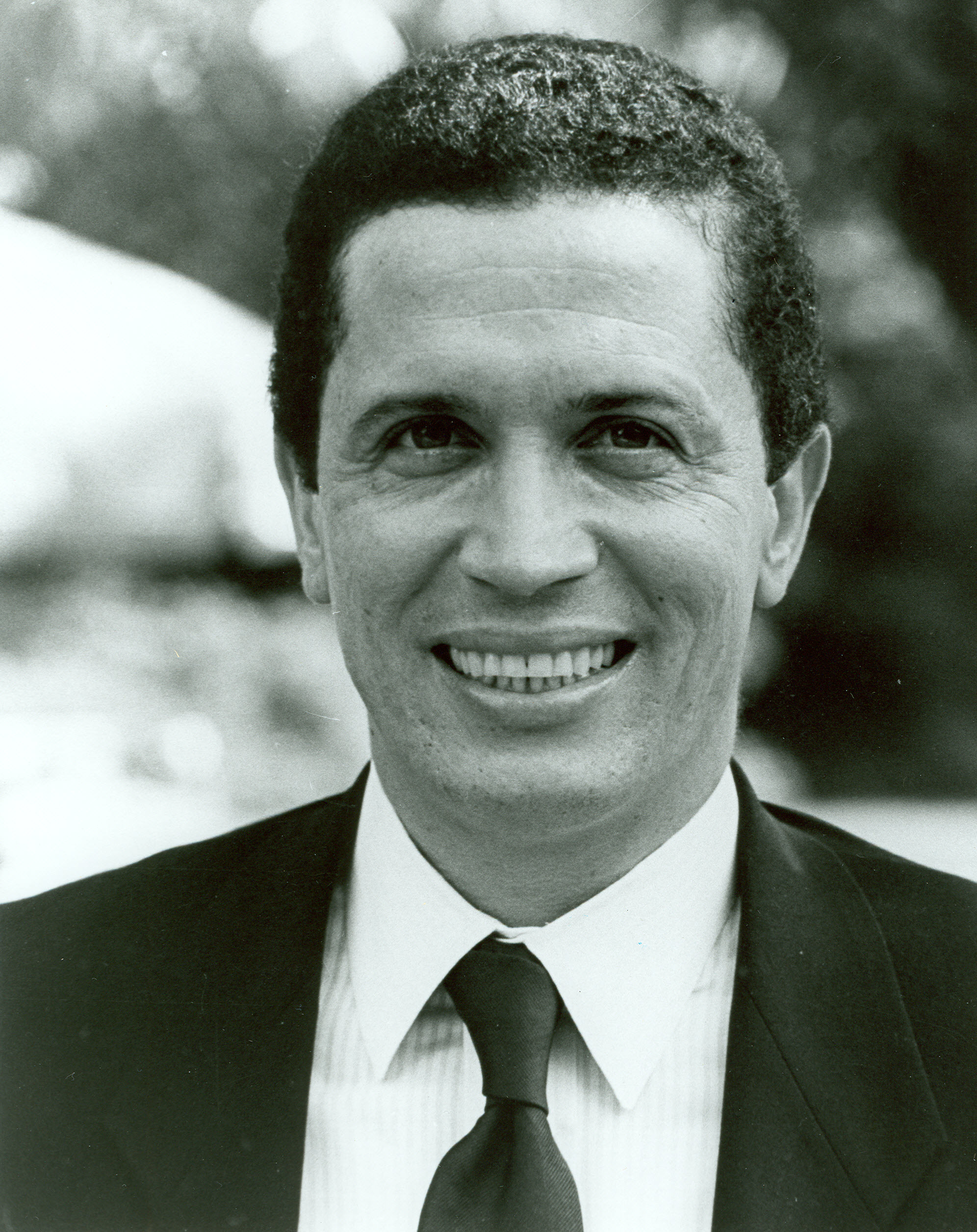
Harold Ford

Harold Eugene Ford Sr. (* 20. Mai 1945 in Memphis, Tennessee) ist ein US-amerikanischer Politiker. Zwischen 1975 und 1997 vertrat er den Bundesstaat Tennessee im US-Repräsentantenhaus.

## Werdegang
Harold Ford besuchte bis 1963 die Greeter High School in Memphis und studierte danach bis 1968 an der Tennessee State University in Nashville. Anschließend besuchte er das John A. Gupton College. Dort wurde er zum Beerdigungsunternehmer ausgebildet – ein Beruf, den auch sein Vater ausübte. Im Jahr 1982 folgte noch ein Studium an der Howard University in der Bundeshauptstadt Washington. Beruflich wurde Ford in der Beerdigungsbranche tätig. Gleichzeitig begann er als Mitglied der Demokratischen Partei eine politische Laufbahn.
Zwischen 1971 und 1974 war Ford Abgeordneter im Repräsentantenhaus von Tennessee. 1972 nahm er als Delegierter am regionalen Parteitag der Demokraten in Tennessee teil. Von 1972 bis 1996 war er auch Delegierter zu allen Democratic National Conventions. Bei den Kongresswahlen des Jahres 1974 wurde Ford im achten Wahlbezirk von Tennessee in das US-Repräsentantenhaus in Washington gewählt, wo er am 3. Januar 1975 die Nachfolge von Dan Kuykendall antrat, den er bei der Wahl geschlagen hatte. Fords Wahlsieg war auch dem Umstand zuzuschreiben, dass sein Vorgänger und Gegenkandidat im Jahr 1974 während der Watergate-Affäre lange Präsident Richard Nixon unterstützt hatte. Nach zehn Wiederwahlen konnte Ford bis zum 3. Januar 1997 elf Legislaturperioden im Kongress absolvieren. Von 1991 bis 1995 war er Vorsitzender des Ausschusses, der sich mit den Problemen des Alterns befasste (Select Committee on Aging). Seit 1983 vertrat Ford den neunten Distrikt seines Heimatstaates im Kongress. Ende der 1980er Jahre geriet er unter Betrugsverdacht, der sich nach langen gerichtlichen Untersuchungen als nicht haltbar erwies: Ford wurde freigesprochen.
1996 verzichtete er auf eine weitere Kongresskandidatur. Heute lebt Harold Ford im Ruhestand. Er ist aber immer noch in seiner Partei aktiv. Sein 1970 geborener Sohn Harold wurde zu seinem Nachfolger im Kongress gewählt und übte dieses Mandat bis 2007 aus.